# Helicoconis (Fontenellea) hispanica
Helicoconis (Fontenellea) hispanica is een insect uit de familie van de dwerggaasvliegen (Coniopterygidae), die tot de orde netvleugeligen (Neuroptera) behoort. 
Helicoconis (Fontenellea) hispanica is voor het eerst wetenschappelijk beschreven door Ohm in 1965.